# Hal Whitehead
Pour les articles homonymes, voir Whitehead.

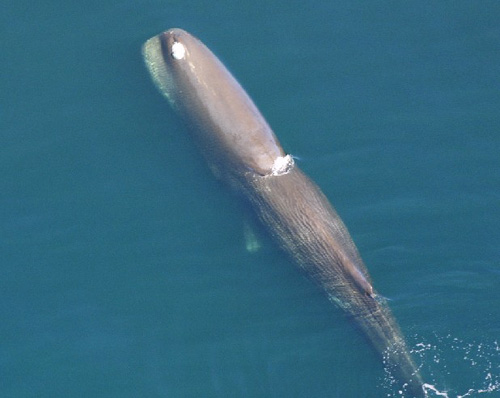
Le cachalot (Physeter macrocephalus), principal animal étudié par Whitehead.

Hal Whitehead est un biologiste spécialisé dans l'étude du cachalot (Physeter macrocephalus). Il est professeur à l'Université Dalhousie. Le bâtiment de terrain de son laboratoire pour la recherche primaire est le Balaena, un bateau de croisière de type Valiant 40, mouillant généralement au large des côtes de la Nouvelle-Écosse. D'autres mammifères marins sont étudiés par le laboratoire dirigé par Whitehead comme les bélugas, les globicéphales, les hyperoodons et des grands dauphins.

## Recherches
Hal Whitehead étudie le cachalot (avec son laboratoire) depuis 1982. Il axe principalement ses recherches sur le comportement, la biologie des populations et l'écologie du cachalot. Les sujets traités comprennent la structure sociale, la transmission culturelle du comportement, ainsi que la communication acoustique comme les cliquetis.

## Crédit d'auteurs
- (en) Cet article est partiellement ou en totalité issu de l’article de Wikipédia en anglais intitulé « Hal Whitehead » (voir la liste des auteurs).